# Moran Atias
Moran Atias (Haifa, 9 april 1981) is een Israëlische actrice.